# 坂本保
坂本 保（さかもと たもつ、1974年8月27日 - ）は、元社会人野球選手（投手）。最終所属チームはHondaだった。

## 人物・来歴
大分県出身。佐伯鶴城高から1992年に本田技研工業に入社、ホンダ熊本（当時・本田技研熊本）に所属。

入社直後は制球力が悪く、チーム内でもボールを受けてくれる捕手がおらず、ネットに投げ込んだこともあった。入社4年目の1995年にサイドスローに転向してから制球力がよくなり、チームの屋台骨を支える柱となった。
2002年にホンダ熊本は第72回都市対抗野球大会で準優勝、翌2003年の第73回大会にも4強入りしたが、このときにも先発・抑えとフル回転してチームに貢献。また、2004年のアテネオリンピック野球日本代表の壮行試合で社会人野球から4選手を選抜した際にも選出されるなど、坂本の野球人生は順風満帆に見えた。
しかし同年、チームは2大大会（都市対抗野球・日本選手権）の出場を逃し、オフに首脳陣から翌シーズンの構想外にあることを通告され、同時にホンダ（埼玉県狭山市）への移籍を打診された。家族があり、しかも熊本に家を建てていた坂本は迷ったが、新天地での活躍を目指すために単身赴任での移籍を決意。狭山から2選手が熊本へ、坂本が狭山へ、という同一企業内とはいえ社会人野球では異例の「トレード」が行われた。
社会人13年目の2005年、ホンダに移籍した坂本はさっそくチームの柱として期待され、先発・中継ぎ・抑えとさまざまな役割をこなし、チームも久々に2大大会にダブル出場を果たした。もともと力投派ではなく、ひょうひょうと相手をかわしながら投げるタイプでありながら、坂本は2大大会で通算6試合に登板し、23イニングで自責点0、防御率0.00という驚異的な数字を残し、いずれの大会でも大会優秀選手に選出されるばかりでなく、同年の社会人ベストナインの投手部門に初めて選出された。
2007年からは兼任コーチとなって4シーズンにわたって投手陣を指導、2008年にはエース筑川利希也やJFE東日本から補強した須田幸太らをまとめ上げ、同年行われた第80回都市対抗野球大会制覇にコーチとして貢献した。
2010年限りで現役を引退、現在は狭山工場で社業に就いている。

## 日本代表キャリア
- 第35回IBAFワールドカップ（2003年）
- アテネオリンピック野球壮行試合日本代表（2004年）
- 第22回ハーレムベースボールウィーク日本代表（2004年）
- 第36回IBAFワールドカップ（2005年）

## 主な表彰・タイトル
- 第73回都市対抗野球大会優秀選手（2002年）
- 第74回都市対抗野球大会優秀選手（2003年）
- 第76回都市対抗野球大会優秀選手（2005年）
- 第32回社会人野球日本選手権大会優秀選手（2005年）
- 第33回社会人野球日本選手権大会優秀選手（2006年）
- 社会人ベストナイン（2005年）